# Cervera de Buitrago
Cervera de Buitrago ist eine Gemeinde (municipio) mit 161 Einwohnern (Stand: 2024) in der Autonomen Gemeinschaft Madrid.

## Lage und Verkehr
Cervera de Buitrago liegt etwa 65 Kilometer nordnordöstlich der Stadt Madrid in einer Höhe von ca. 915 m. Im Süden und Westen der Gemeinde liegt der Stausee El Atazar des Lozoya, der hier durch die Talsperre El Atazar aufgestaut wird.

## Bevölkerungsentwicklung
| Jahr      | 1960 | 1970 | 1981 | 1991 | 2001 | 2011 | 2021 |
| Einwohner | 217  | 183  | 100  | 83   | 108  | 180  | 158  |

## Sehenswürdigkeiten
- Marienkirche (Iglesia de Santa Maria)